# Khalifa al-Hammadi
Khalifa Mubarak Khalfan Khairi al-Hammadi (arabisch خليفة مبارك خلفان خيري الحمادي, DMG Ḫalīfa Mubārak Ḫalfān Ḫairī al-Ḥammādī; * 7. November 1998 in Abu Dhabi) ist ein Fußballspieler aus den Vereinigten Arabischen Emiraten.

## Karriere

### Verein
Von der U17 ging al-Hammadi zur Saison 2018/19 fest in die erste Mannschaft von al-Jazira über. Zuvor gab er bereits am 30. November 2017 sein Debüt in der ersten Liga.

### Nationalmannschaft
Khalifa al-Hammadi wurde für die Asienmeisterschaft 2019 in den Kader der Nationalmannschaft der VAE nominiert und erhielt im Viertelfinale des Turniers seinen ersten Einsatz im Nationaltrikot, als er in der 18. Minute für Mohamed Ahmed Juma eingewechselt wurde. Dies blieb sein einziger Einsatz bei dem Turnier.
Ab Ende 2019 kamen weitere Einsätze in der Qualifikation zur Weltmeisterschaft 2022 als auch beim Golfpokal 2019 hinzu. In den folgenden Jahren spielte er nebst weiteren Qualifikationsspielen nur in Freundschaftsspielen mit. Sein nächstes Turnier war der Golfpokal 2023. Nach weiteren Freundschaftsspielen im Laufe des Jahres 2023 kamen am Jahresende noch Einsätze in Qualifikationsspielen für die Weltmeisterschaft 2026 hinzu.
Zur Asienmeisterschaft 2024 wurde er am 22. Dezember 2023 für den vorläufigen Turnierkader nominiert.